# William FitzWilliam
William FitzWilliam (1526-1599) fue un oficial del ejército inglés que prestó servicio en Irlanda como Lord Diputado durante los años de la reconquista Tudor.

## Primeros años
FitzWilliam nació en Milton, Northamptonshire. Provenía por línea paterna de una familia de militares y oficiales, y por parte de su madre estaba emparentado con el Conde de Bedford, lo que le permitió introducirse en la corte de Eduardo VI de Inglaterra

## Carrera en Irlanda
En 1559, FitzWilliam fue nombrado vicetesorero de Irlanda y miembro del Parlamento Irlandés. Enseguida surgieron acusaciones de corrupción en su contra, pero nunca se pudo probar nada; no obstante, esta fama le perseguiría durante toda su carrera. Entre 1559 y 1571, ocupó en cinco ocasiones el cargo de Lord Justicia durante las ausencias del conde de Sussex y de Henry Sidney, los entonces Lores Diputado. Finalmente, en 1571 él mismo recibió el nombramiento de Lord Diputado, pero, al igual que sus predecesores en el cargo, recibió muy poco apoyo financiero por parte del gobierno de Londres. Esta escasez de recursos ocasionaba penuria en la administración, lo que llevaba a la ineficiencia, frecuentes motines y corrupción generalizada.
FitzWilliam tuvo graves enfrentamientos con el Lord Presidente de Connaught Edward Fitton durante las rebeliones de Desmond, pero finalmente logró someter a Gerald FitzGerald, XV conde de Desmond en 1574. Desaprobó la expedición colonial al Úlster patrocinada por el Conde de Essex, que incluyó matanzas como la de Clandeboye y de la isla de Rathlin, lo que le valió un nuevo enfrentamiento con Fitton, tras lo que regresó a Inglaterra aquejado de una grave enfermedad.
Una vez recuperado, FitzWilliam fue nombrado gobernador del castillo de Fotheringhay, donde supervió la ejecución de la reina María I de Escocia.

## Regreso a Irlanda
En 1588 FitzWilliam regresó nuevamente a Irlanda como Lord Diputado y, aunque viejo y enfermo, desplegó una gran actividad militar en el país, enfrentándose nuevamente con el presidente de Connaught, cargo ahora ocupado por Sir Richard Bingham.
Durante su estancia en Inglaterra, el puesto de Lord Diputado había sido ocupado por Sir John Perrot, al que FitzWilliam trató inmediatamente de desacreditar aceptando las denuncias presentadas por un sacerdote católico renegado que afirmaba que Perrot había contactado con Felipe II de España con el propósito de conspirar contra la reina. Las alegaciones eran totalmente infundadas, pero el momento crítico en las relaciones con España llevó a la cárcel a Perrot, que falleció en 1591 mientras esperaba que se cumpliera su sentencia de muerte.
FitzWilliam llevó a cabo acciones agresivas en Connacht y en Úlster, lo que acabó con la tranquilidad que había vivido la isla durante los años precedentes. Además, en 1588 se produjo el hundimiento de la Armada Invencible de Felipe II, muchos de cuyos tripulantes llegaron a las costas irlandesas donde al menos 2.000 fueron ejecutados por orden de FitzWilliam.
La amenaza española estaba en su punto álgido, y FitzWilliam comenzó a presionar a la nobleza gaélica del Úlster relacionada con Hugh O'Neill, II conde de Tyrone, del que se sospechaban tratos con España. El jefe de la familia MacMahon, aliada de O'Neill fue ejecutado por la autoridad real en Monaghan en 1591. Quedó entonces claro que las autoridades de Dublín habían tomado la decisión de someter definitivamente a los líderes gaélicos del Úlster. Aunque Tyrone siguió mostrándose fiel a la corona, el camino hacia la rebelión había quedado abierto y pocos años después estallaría la Guerra de los Nueve Años.

## Últimos años
Enfermo y anciano, FitzWilliam regresó a sus propiedades en Milton en 1594, donde moriría cinco años después.
FitzWilliam se casó con Anne, hija de William Sidney. Su nieto William FitzWilliam se convirtió en el primer Barón FitzWilliam.